# Château de Tortose
Le château de Tortose se situe au bord de la mer Méditerranée à Tortose, aujourd'hui Tartous en Syrie. Cette forteresse templière orientale était l'une des plus importantes forteresses du comté de Tripoli.

## Histoire
Durant la première croisade, les croisés firent le siège de Tortose (en 1099) qu'ils remportèrent en peu de temps. Mais continuant leur chemin sur Jérusalem, ils ne laissèrent pas assez de protection et le château fut repris par les troupes musulmanes.
C'est Raymond IV de Toulouse, comte de Tripoli, qui reconquiert la ville et le château en février 1102 après deux semaines de siège.
Selon Marion Melville, Il fut donné à la garde des chevaliers du Temple vers 1165. Mais une partie de la ville leur avait été donnée à la suite d'un raid de Nûr Ad-Dîn dès 1152, et le maître de l'ordre, Évrard des Barres, s'engagea à y reconstruire un château doté d'une chapelle. Cette forteresse faisait partie de la province templière de Tripoli (comté de Tripoli). Il fut plusieurs fois assiégé dont une, en juin 1180, par la mer, mais sans effet car il résista. Du 3 juillet au 11 juillet 1188, Saladin assiégea également le château et dévasta la ville basse (qui avait été auparavant vidée de tous ses habitants), mais ne put accéder au donjon défendu par plusieurs frères-chevaliers et le maître de l'Ordre lui-même.
Le 17 juin 1242, Roncelin de Fos est le maître de la maison templière de Tortose.
Le château de Tortose fut abandonné le 3 août 1291 par les Templiers après la chute de Saint-Jean-d'Acre le 28 mai de la même année.

## Commandeurs templiers
| Nom du commandeur | Dates        | Précisions |
| Alain             | juin 1183    | [ 3 ]      |
| Roncelin de Fos   | 1241 ou 1242 | [ 4 ]      |
| Pierre Lallemand  | 1271         | [ 4 ]      |
| Aymar de Peyrusse | 1278-1285    | [ 4 ]      |
| Pierre de Sevrey  | 1286         | [ 4 ]      |
| Matthieu Goulart  | 1288         | [ 4 ]      |

## Description

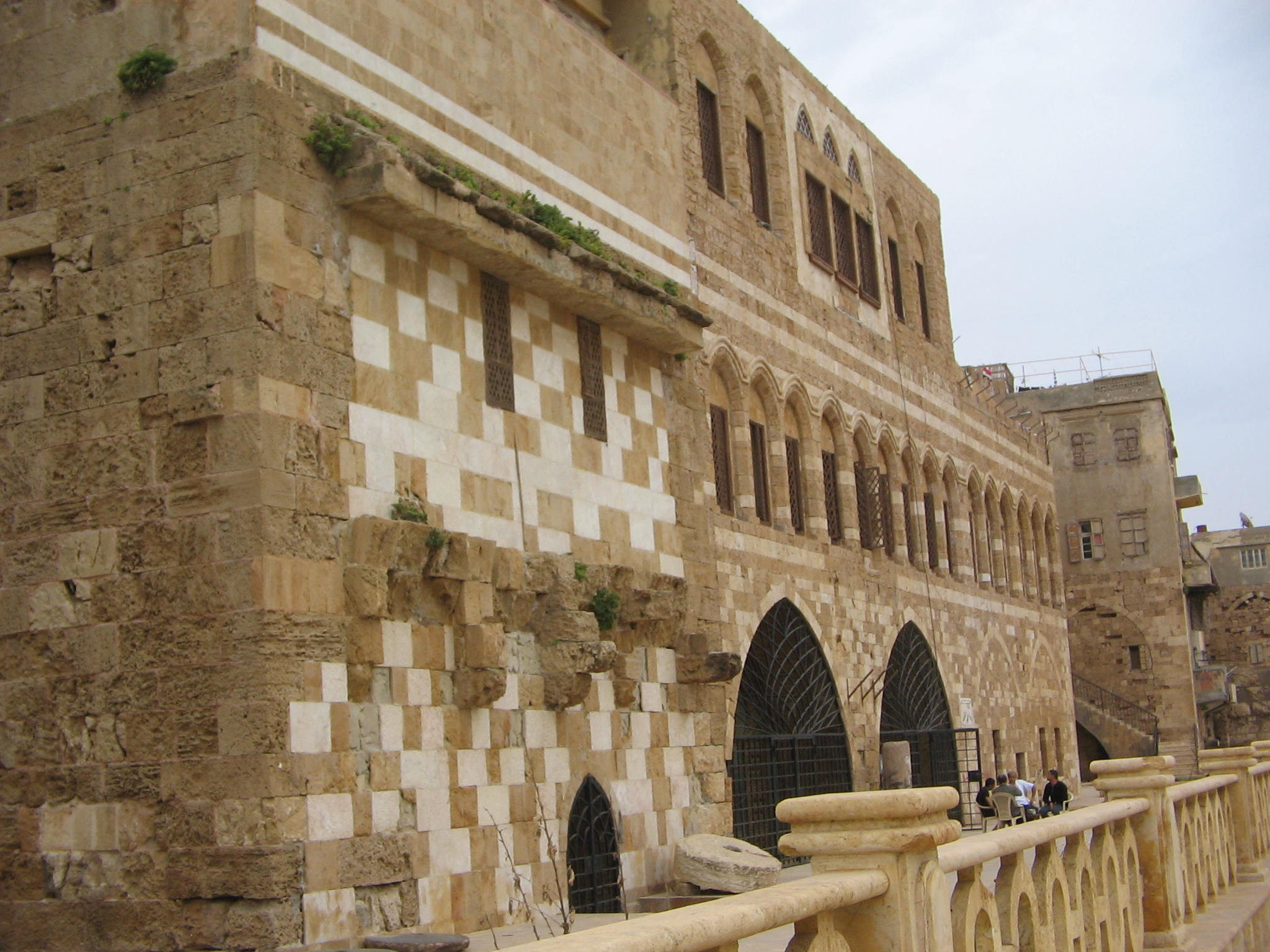
Façade donnant sur la mer.

Pour parer à des attaques maritimes sur la ville et surtout sur le port, lieu économique franc, le château est baigné par la mer.
Il est constitué de deux murs d'enceinte de grande épaisseur semi-circulaires séparés par un fossé, la muraille extérieure étant elle-même séparée de la mer par un fossé. L'accès au château se faisait par un unique portail desservi par un chemin exposé aux coups des défenseurs.

Le donjon possédait une forme barlongue et mesurait environ trente cinq mètres sur son côté le plus long et possédait deux tours carrés sur son côté ouest.
La particularité de ce donjon résidait dans le fait qu'il était séparé du reste du château par un grand fossé mais également dans son mode de ravitaillement. En effet, ce donjon possédait une poterne qui sortait directement sur la mer ce qui permettait à des bateaux de pouvoir ravitailler en nourriture et armes pendant un siège.
La cour centrale du château était bordée par une galerie possédant six grandes fenêtres et des colonnes.
La chapelle templière n'est pas ronde à l'image de plusieurs autres monuments templiers occidentaux mais entièrement carrée et sans abside. Elle était éclairée par des fenêtres à lancettes.

## État de conservation
De nos jours, il ne reste guère de vestiges : les fossés ont été comblés, il ne subsiste que quelques fondations maçonnées du donjon.